# Home (Magenta)
Home is het derde studioalbum van Magenta. Het is opgenomen in de geluidsstudio's Big Studios (Wales), Danny Chang (Penarth) en Tim Lewis Studios (Pontypridd). Thema (of verhaallijn) van het conceptalbum is het veilige thuis verlaten en de wereld in te trekken. Oorspronkelijk waren Home en de New York suite een geheel, maar dat durfde de band in eerste instantie vanwege de lengte niet aan. De New York suite werd als aparte ep uitgebracht. Ze waren zowel apart als samengevoegd in één uitgave verkrijgbaar en werden uiteindelijk bij een heruitgave in 2019 herenigd in de oorspronkelijke volgorde. Beide boekwerkjes laten een kaart van de Verenigde Staten zien met een ingetekende reis van New York naar Fargo (North Dakota).
De meningen binnen de progressieve rock/neoprog waren gemiddeld. Het merendeel vond dat er een grote vooruitgang zat in de stem van Christina Booth, haar stem zou steeds meer gelijkenis vertonen met die van Annie Haslam van Renaissance.

## Musici
- Christina Booth – zang
- Rob Reed – basgitaar, gitaar, zang, toetsinstrumenten, blokfluit etc.
- Chris Fry – gitaar
- Martin Rosser – gitaar
- Dan Fry – basgitaar
- Allan Mason-Jones – drumstel

Met
Tim Robinson – drumstel
- Martin Shellard, Hywel Maggs, Christina Pihlips – gitaar
- Lee Goodall – tenorsaxofoon
- Troy Donockley – Uilleann pipes, fluitjes
- Mal Pope, Lorrain King - achtergrondzang

## Muziek
Muziek door Rob Reed, teksten door Steve Reed

| Nr. | Titel                   | Duur  |
| --- | ----------------------- | ----- |
| 1.  | This life               | 2:29  |
| 2.  | Hurt                    | 5:37  |
| 3.  | Moving on               | 6:12  |
| 4.  | My home town (far away) | 3:56  |
| 5.  | Brave new land          | 1:02  |
| 6.  | The journey             | 6:21  |
| 7.  | Towers of hope          | 2:32  |
| 8.  | Demons                  | 5:15  |
| 9.  | Morning sunlight        | 2:41  |
| 10. | Joe                     | 11:07 |
| 11. | The dream               | 1:21  |
| 12. | The visionary           | 6:01  |
| 13. | Journey’s end           | 7:46  |
| 14. | The traveller’s lament  | 1:18  |
| 15. | Home                    | 4:15  |

| Nr. | Titel               | Duur  |
| --- | ------------------- | ----- |
| 1.  | Arrival             | 10:58 |
| 2.  | Home from home      | 8:09  |
| 3.  | White lies          | 8:43  |
| 4.  | Truth               | 10:53 |
| 5.  | This life (Reprise) | 1:21  |